# Mikael Katzeff
Jan Mikael Katzeff, född 4 oktober 1953 i Johannes församling i Stockholm, är en svensk musiker, regissör och filmarbetare.
Som musiker har Katzeff varit verksam i banden Ruben Storspov (Herremans Begravning), Elektriska linden och Gudibrallan. Med Elektriska Linden medverkade han på samlingsalbumen Vi kan leva utan kärnkraft (1975) och Samlade krafter (1978) samt studioalbumet Torbjörns dansskola (1978). Hans roll i bandet var låtskrivare samt sångare, gitarrist och pianist. Med Gudibrallan medverkade han bl.a. på 2004 års album Visor från Sovjetunionen som gitarrist, pianist och producent.
Katzeff regisserade The Return of Jesus, Part II (1996) och balettfilmen i 3D Stonehorse (2009). Han har också varit rekvisitör i Mannen på taket (1976) och dekorassistent i Vi har vår egen sång – musikfilmen (1976). I filmen Snutliv (1985) hade han en mindre roll som en omhändertagen man i Gamla stan. I kortfilmen Jag minns Lena Svedberg (2000) medverkade han som klippare, ljudläggare och grafiker.

## Diskografi

### Ruben Storspov
- 1973 – När bandet slutar spela (Jan Hammarlund)

### Elektriska linden
Album
- 1978 – Torbjörns dansskola

Medverkan på samlingsalbum
- 1975 – Vi kan leva utan kärnkraft
- 1978 – Samlade krafter

Medverkan
- 1974 – Tredje dagen (Turid)

### Torvmossegossarna
- 1979 – Folkömröstning

### Gudibrallan
- 1971 – II piano på en låt
- 2004 – Visor från Sovjetunionen
- 2005 – Tuff lunch - live
- 2008 – Visor från Uppsala

### Brandt, Katzeff, Edström, Johansson och Ljungström
- 2008 – AVKLÄDD!

### Uncle Sid & The Piranhas/USTP
- 2011 – Brudar, bärs och bilar

## Filmografi
Regi
- 1992 – Ingen går säker
- 1993 – Playpen of the Damned
- 1994 – Bergman on stage
- 1996 – The Return of Jesus, Part II
- 2009 – Stonehorse 3D
- 2010 – The Revolution is a Tea Party!
- 2012 – Gustaf Fröding vs Mando Diao
- 2012 – The Music don't stop even if we leave the stage

Roll
- 1976 – Mannen på taket
- 1985 – Snutliv

Rekvisitör
- 1976 – Mannen på taket

Dekorassistent
- 1976 – Vi har vår egen sång – musikfilmen

Klippare, grafik, ljud
- 2000 – Jag minns Lena Svedberg

Klippare, bildproducent
- 2001-2004 – Studio Pop

### Fotnoter
1. 1 2  ”Mikael Katzeff”. Svensk filmdatabas. http://sfi.se/sv/svensk-filmdatabas/Item/?type=PERSON&itemid=71054. Läst 28 januari 2013.
2. ↑  ”Mikael Katzeff”. Progg.se. Arkiverad från originalet den 15 maj 2012. https://web.archive.org/web/20120515045807/http://www.progg.se/band.asp?ID=32. Läst 28 januari 2013.
3. ↑  ”Mikael Katzeff”. Svensk mediedatabas. http://smdb.kb.se/catalog/search?q=Mikael+Katzeff&sort=OLDEST. Läst 28 januari 2013.